# Erynephala puncticollis
Erynephala puncticollis är en skalbaggsart som först beskrevs av Thomas Say 1824.  Erynephala puncticollis ingår i släktet Erynephala och familjen bladbaggar. Inga underarter finns listade i Catalogue of Life.